# Gare de Vendeuvre (Aube)
Gare de Vendeuvre vasútállomás Franciaországban, Vendeuvre-sur-Barse településen.

## Vasútvonalak
Az állomást az alábbi vasútvonalak érintik:
- Párizs–Mulhouse-vasútvonal

## Kapcsolódó állomások
A vasútállomáshoz az alábbi állomások vannak a legközelebb:
- Gare de Troyes
- Gare de Bar-sur-Aube